# Tricia Cast
Tricia Cast (ur. 16 listopada 1966 w Medford, Long Island w Nowym Jorku, USA), amerykańska aktorka.